# Азуле, Венсан
Венсан Азуле (фр. Vincent Azoulay) — французский историк, специалист по Древней Греции, научный сотрудник Высшей школы социальных наук, главный редактор журнала «Анналы» (2018—2023).

## Биография
Учился в Высшей нормальной школе в Лионе (1993—1999). В 2002 году защитил диссертацию под руководством Полин Шмитт-Пантель (Pauline Schmitt-Pantel).
Работал преподавателем греческой истории в Университете Артуа (2004—2006), затем в Университете Париж XII Валь-де-Марн (с 2014 года профессор).
В 2018 году избран директором Высшей школы социальных наук (EHESS). В 2018—2023 годах главный редактор журнала «Анналы».

## Книги
- Ксенофонт и милости власти. От хариты до харизмы. Париж. Сорбонна. 2004.
- Перикл: афинская демократия против великого человека. Париж. 2010.
- Тиранициды Афин: жизнь и смерть двух статуй. Париж. 2014.

## Награды
В 2011 году был удостоен награды Сената Франции за книгу по истории «Перикл: афинская демократия против великого человека».